# Direction générale des Études et de la Documentation
La direction générale des Études et de la Documentation (DGED), est le service de renseignement extérieur et de contre-espionnage du Maroc, créé par le général Ahmed Dlimi en 1973.
Ce service, rattaché directement à l'institution royale, est depuis 2005 dirigé par Mohamed Yassine Mansouri.

## Présentation
La DGED opère à l'extérieur du Maroc. Elle collecte les renseignements extérieurs pour le compte des différents services secrets marocains. En plus de ses cadres sur place, à Rabat où elle est basée, la DGED dispose d'éléments présents dans la plupart des représentations diplomatiques du royaume. Elle suit les activités de la diaspora marocaine, mais aussi l'évolution des sociétés où elle se trouve. Son rôle principal demeure l'anticipation sur les événements qui concernent, de près ou de loin, le Maroc.
Ses rapports d'informations, une fois passés tous les filtres de la hiérarchie, atterrissent directement au Palais Royal de Rabat. Depuis 1973, date de sa création, la DGED a été exclusivement dirigée par des militaires.
Après les Attentats du 16 mai 2003 à Casablanca, la lutte anti-terroriste et le renseignement sur les activités liées au terrorisme sont devenus l'autre axe sur lequel la DGED se concentre, d'une importance au moins égale à celle du sahara.

## Anciens directeurs
- Ahmed Dlimi (1973 - 1983)
- Abdelhak Kadiri (1983 - 2001)
- Ahmed El Harchi (2001 - 2005)
- Mohamed Yassine Mansouri (2005 - )